# Desmocyon
Desmocyon es un género extinto de mamífero carnívoro perteneciente a la subfamilia Borophaginae incluida en la familia Canidae que habitó en América del Norte durante el Oligoceno Superior y el Mioceno Inferior desde hace 24,8 hasta 16,3 millones de años; existió durante 8,5 millones de años.

## Registro fósil
Es un género con escasos hallazgos, con especímenes encontrados solamente al occidente de Nebraska, Wyoming, Nuevo México y el norte de Florida. Desmocyon contiene dos especies: Desmocyon matthewi y Desmocyon thomsoni. Fue descrito por Wang et al. en 1999.

## Morfología
Se calculó la masa corporal de dos especímenes. Para el primero se estimó un peso de 5,67 kg de peso y el segundo en 5,52 kg.

## Géneros relacionados
Cormocyon, Euoplocyon, Metatomarctus, Microtomarctus, Protomarctus, Psalidocyon, y Tephrocyon